# Ejército Nacional Republicano de Rusia
El Ejército Nacional Republicano de Rusia (en ruso: Национальная республиканская армия, abreviado como NRA) es un supuesto grupo de partisanos clandestinos de rusos dentro de Rusia que trabajan para el derrocamiento violento del gobierno autoritario de Vladímir Putin.
Ilya Ponomarev, exmiembro de la Duma rusa que fue expulsado por actividades anti-Kremlin, ha identificado al grupo como responsable del asesinato de la periodista rusa Darya Dugina en agosto de 2022 y "muchas otras acciones partisanas llevadas a cabo en el territorio de Rusia en los últimos meses". Él ha afirmado que ha estado "en contacto" con representantes de la organización desde abril de 2022. Describe su papel como similar al que desempeñó Gerry Adams y Sinn Féin con relación al Ejército Republicano Irlandés Provisional en los Troubles, y afirma que su papel se limita a proporcionar publicidad, ayudar a los fugitivos y proporcionar asistencia técnica, negando el suministro de armas.
Comentaristas han expresado dudas sobre las afirmaciones de Ponomarev acerca del grupo. La cobertura mediática del asesinato de Dugina enfatiza que no hay verificación independiente de la existencia de la NRA rusa o su papel en el asesinato. A pesar de ello, el Comité de Acción Ruso de Oposición incluyó a Ponomarev en su Congreso de la Rusia Libre argumentando que había "llamado a ataques terroristas en territorio ruso". La declaración del Comité también insinuó que Dugina era una "civil" que no participaba en el enfrentamiento armado y condenó las denuncias del politólogo Aleksandr Dugin después del ataque como "un rechazo demostrativo de la empatía humana normal para las familias de las víctimas".

El supuesto manifiesto de la NRA establece, en parte:
Nosotros, activistas rusos, militares y políticos, ahora partisanos y combatientes del Ejército Nacional Republicano de Rusia nos declaramos en contra de los belicistas, los ladrones y los opresores de los pueblos de Rusia.
Declaramos al presidente Putin como el usurpador de la autoridad y el criminal militar que ha modificado la Constitución, desatado la guerra fratricida entre los pueblos eslavos y enviado a los soldados rusos a una muerte cierta e insensata.
Pobreza y ataúdes para algunos, palacios para otros, esa es la esencia de su política. 
Creemos que las personas privadas del derecho al voto tienen el derecho a rebelarse contra los tiranos. 
¡Putin será depuesto y destruido por nosotros!

— Kyiv Post (trad.), "Declaración del Ejército Nacional Republicano de Rusia (NRA) del 21 de agosto de 2022".

## Historia
Después del inicio de la invasión rusa de Ucrania en 2022, se informó ampliamente sobre los ataques incendiarios a los centros de reclutamiento e inducción militares rusos. Sin embargo, los ataques dispersos rara vez se atribuyeron a un grupo, con la excepción de la Organización de Combate de los Anarco-Comunistas.
El exdiputado de la Duma Estatal Ilya Ponomarev afirma haber establecido contacto con uno de estos grupos causantes de estos incendios en abril de 2022. También se le notó en una conferencia de exiliados en Vilna en mayo de 2022 patrocinada por el Foro por una Rusia Libre, apelando a los asistentes a apoyar los incendios. Un reportero de Spektr (en ruso: Спектр) señaló una respuesta indiferente de los asistentes. Al mismo tiempo, Ponomarev y otros establecieron dos medios de comunicación con sede en Kiev dirigidos a una audiencia anti-Putin dentro de Rusia: el canal de YouTube: February Morning (en ruso: Утро Февраля) y su publicación afiliada basada en Telegram: Rospartisan (en ruso: Роспартизан). Los dos medios alentaron la acción directa, incluidos incendios y sabotajes hasta el punto de proporcionar instrucciones.
En la narrativa de Ponomarev para el Kyiv Post, el grupo del Ejército Nacional Republicano de Rusia pasó de los incendios provocados realizados de forma anónima a un complot de asesinato contra Aleksandr Duguin y Darya Dugina como "algo de alto perfil por lo que podrían ser conocidos". Afirma que un contacto en el grupo le dijo una semana antes del asesinato que esperara "algo grande", seguido por su contacto instruyéndolo a "ver las noticias". Después de la cobertura de noticias del asesinato, Ponomarev afirma que se le proporcionaron pruebas de la responsabilidad del grupo. Ponomarev dio un relato similar a Radio NV (en ucraniano: Радіо НВ), explicando que sus contactos "enviaron ciertas fotos para demostrar su participación".
Después del asesinato de Darya Dugina, Ponomarev se dirigió al February Morning para atribuir los ataques al hasta entonces desconocido Ejército Nacional Republicano de Rusia y leyó su manifiesto en directo. El manifiesto de la NRA también fue lanzado en forma de texto a través de Rospartizan. Posteriormente, Ponomarev habló con varios medios, incluido Meduza, y atribuyó algunos de los ataques anteriores de 2022 a los centros de reclutamiento militar a sus contactos en la NRA.
En una nota de prensa para la agencia estatal de noticias TASS, el Servicio Federal de Seguridad declaró que su investigación sobre el asesinato de Dugina estaba "resuelta" atribuyendo el ataque a una "ciudadana de Ucrania, Natalia Vovk", a quien acusaron de ser parte de las fuerzas especiales de Ucrania. La declaración también afirmó que Vovk había escapado a Estonia.
Ponomarev le dijo a Meduza que sus fuentes niegan que Vovk fuera la autora del crimen, pero dejó ambiguo si tuvo algún papel en él. Un mensaje de Ponomarev a Rozpartizan también negó la participación de Vovk en el ataque, pero reconoció que fue sacada de Rusia a petición de "amigos" no identificados.
El 22 de agosto de 2022, Rospartizan publicó un mensaje de un grupo que se hace llamar "Consejo Militar Revolucionario" del Ejército (en ruso: Реввоенсовет), en el que se afirmaba que Rospartizan sería la única fuente de mensajes oficiales, y se desvinculaba de supuestas cuentas de redes sociales.
El 23 de agosto, la NRA se burló de las acusaciones del FSB sobre una mujer ucraniana como autora del asesinato con detalles extensos sobre la supuesta autora (como que alquiló un apartamento en el mismo edificio que Dugina, viajes y matrículas), diciendo: "Todo esto se supo un día después del asesinato, ¡esta es la rapidez de la investigación!" La NRA dijo que la mujer ucraniana probablemente es una refugiada de Mariupol ocupada que fue incriminada. El Rospartizan de la NRA dijo: "Hay miles de mujeres como ella huyendo de la ciudad ocupada hacia Europa a través de Rusia. Esta historia es muy conveniente para los servicios especiales de Putin, encontraron al 'culpable' y no tienen nada que mostrar".
El 31 de agosto se firmó una declaración de cooperación entre el Cuerpo Voluntario Ruso, la Legión Libertad de Rusia y el Ejército Nacional Republicano en Irpin, óblast de Kiev. Las organizaciones también acordaron crear un centro político, cuyo propósito es representar sus intereses ante las autoridades estatales de diferentes países y organizar una política de información conjunta. Ilya Ponomarev liderará el centro político.
El 18 de octubre de 2022, un grupo de piratas informáticos que se identifican como conectados a la NRA se puso en contacto con Kyiv Post. Afirman haber hackeado Technoserv y casi una docena de otras empresas que brindan servicios de seguridad nacional y contratación de defensa para Rusia. El 19 de octubre, el grupo publicó toda la información robada, que representa 1,2 terabytes. Un experto en informática describió a Technoserv como "los arquitectos del Gobierno ruso", y el hackeo probablemente indicaría "acceso a las redes de arquitectura, bases de datos, soluciones en la nube y otra información de gran importancia para el Gobierno ruso".

## Descripciones a los medios de comunicación
A partir del 1 de septiembre de 2022, solo dos personas han afirmado hablar en nombre de la NRA: Ilya Ponomarev y un militante no identificado que se hace llamar "Aleksandr".

### Representación por parte de Ponomarev
Ponomarev concedió una entrevista en inglés en la que habló sobre la NRA con Jason Jay Smart del Kyiv Post. Allí, Ponomarev reconoció su apoyo al grupo mientras rechazaba la membresía o el conocimiento directo.
Según el relato de Ponomarev, la NRA es una "red" en lugar de una organización, que consiste en células clandestinas que están compartimentadas y son autónomas. Describe al grupo como teniendo una "orientación ligeramente inclinada hacia la izquierda", y que "aboga por la justicia social, se deshace de los oligarcas y se aleja de los enfoques neo-liberales de Yeltsin y Putin".

En una pregunta directa, Smart pregunta si el NRA podría ser simplemente una tapadera del Servicio Federal de Seguridad (FSB), a lo que Ponomarev responde:
Yo diría que observen las acciones de la NRA: quemando oficinas de reclutamiento y de conscripción militar y llamando abiertamente a los "lobos solitarios" a atacar al estado. El FSB nunca llamaría a los ataques de "lobos solitarios", ya que estos no pueden ser controlados.

Además, es importante señalar que la prensa estatal rusa ha ignorado por completo el anuncio de la NRA, lo que es una señal de que el FSB ruso sabe que esto es algo nuevo que no entienden ni controlan, y por lo tanto están claramente preocupados por ello.
En la revista en línea Spektr (ruso: Спектр), Ponomarev estuvo de acuerdo con el entrevistador Lev Kadik en que su papel en relación con la NRA es similar al papel de Gerry Adams y Sinn Féin en relación con el Ejército Republicano Irlandés Provisional (IRA), y afirmó que su papel se limita a proporcionar publicidad, ayudar a los fugitivos y proporcionar asistencia técnica; negó haber proporcionado armas. Además, Ponomarev ofreció paralelismos con la relación entre el Congreso Nacional Africano y su brazo armado, Umkhonto we Sizwe.

### Entrevista de "Aleksandr"
Smart realizó otra entrevista en Kyiv Post el 1 de septiembre de 2022, con un presunto militante del NRA que se hace llamar "Aleksandr". En la entrevista, Aleksandr describió el papel del NRA como "realizar ataques esporádicos contra las autoridades, sus ideólogos y sus lacayos mediáticos", con el objetivo de provocar discordia entre la "élite" rusa. Aleksandr también afirmó que "hay exmiembros y, lo que es más importante, actuales miembros de las agencias de seguridad y aplicación de la ley en nuestras filas", debido a la insatisfacción en sus filas.

## Expulsión de Ponomarev del Comité de Acción Ruso
En reacción a las declaraciones de Ponomarev, el Comité de Acción Ruso lo incluyó en su lista negra de su evento planeado Congreso de Rusia Libre, afirmando que Ponomarev había "llamado a ataques terroristas en territorio ruso", lo que el Comité objetó. El Comité manifestó su apoyo a la confrontación armada contra objetivos militares del "país agresor" (Rusia). La declaración del Comité implicaba que Dugina era vista como una civil que no había "participado en la confrontación armada", y que no apoyaba la "rechazo de la empatía humana normal por las familias de las víctimas".
En respuesta, Ponomarev se burló de la reunión llamándola el "Comité de Inacción".

## Simbolismo
El Ejército, según sus propias declaraciones, utiliza "la bandera blanca-azul-blanca de la nueva Rusia en lugar de la tricolor deshonrada por las autoridades de Putin". La bandera blanca-azul-blanca había sido adoptada anteriormente por la Legión Libertad de Rusia y por el canal de noticias ruso February Morning. La bandera blanca-azul-blanca originalmente surgió como símbolo de paz y, más específicamente, como símbolo de oposición a la invasión rusa de Ucrania en 2022.

## Debate sobre su existencia
Hasta el 21 de agosto de 2022, los artículos de Associated Press y The Guardian sobre la muerte de Dugina y sus consecuencias indican que no se puede confirmar la afirmación de la responsabilidad de la Armada Nacional Republicana. Un informe de Reuters del 22 de agosto de 2022 dice que "[la afirmación de Ponomarev y la existencia del grupo] no pudieron ser verificadas de manera independiente".
En una entrevista con Ponomarev para Meduza, tanto la entrevistadora Svetlana Reiter como el editor muestran escepticismo sobre sus afirmaciones acerca de la NRA rusa, sus acomodos a Putin en su carrera en la Duma, y la fuente de su riqueza. Separadamente, el editor gerente de Meduza, Kevin Rothrock, cuestionó la integridad de Ponomarev, la existencia de la NRA, e implicó que tanto Dugin como Dugina eran "civiles" que no debían ser atacados.
Citando el livestream de Yulia Latynina, Cathy Young reflexionó sobre la posibilidad de que Ponomarev sea "un estafador que intenta vender una buena historia", pero señaló que el llamado patriótico del manifiesto de la NRA no sugiere propaganda negra.
Sergey Radchenko, profesor distinguido del Centro Henry A. Kissinger para Asuntos Globales de la Escuela de Estudios Internacionales Avanzados de la Universidad Johns Hopkins, dijo a Deutsche Welle que encontró tanto la afirmación de responsabilidad como el manifiesto "dudosos".
El reportero de Deutsche Welle en Kyiv, Roman Goncharenko, dijo que "hay más preguntas que respuestas" sobre el grupo, y señaló que el manifiesto supuestamente utilizado por el grupo emplea un llamado a la acción "¡luchen como nosotros, luchen con nosotros, luchen mejor que nosotros!" (en ruso: боритесь как мы, боритесь вместе с нами, боритесь лучше нас!) inspirado en el programa infantil de televisión Deutscher Fernsehfunk Do with us, do as we do, do better than us! que se emitió tanto en la Alemania Oriental como en la Unión Soviética hasta 1991.